# 愛恨一線間
《愛也恨也》（韓語：사랑도 미움도）是韓國SBS電視台於2006年12月至2007年4月期間播放的晨間連續劇。李雅賢與吳大奎是繼《神秘的鏡子》後再度合作，亦是吳大奎、李自英及吳珉錫繼《我也要去》後再次合作。

## 人物介紹

### 主要角色
- 李雅賢 飾演 金貞熙：超市水產銷售員，遭到丈夫背叛還成為寡婦，個性善良的她，不僅繼續照料婆婆，還將丈夫的私生子視如己出地扶養。
- 李自英（朝鲜语：이자영） 飾演 鄭仁珠：因失去父母而過著艱困的日子，自此變得勢利，當廣在車禍逝世後，她將孩子遺棄給廣在的原配，獨自展開新生活。
- 吳大奎 飾演 朴在赫：醫院理事長的兒子，是個溫文儒雅的男人，擁有剛直的性格，他對繼承家業毫不關心，也願意拋棄富家光環。
- 吳珉錫 飾演 朴勝彪：在赫的弟弟，雖然是繼承醫院的人選，但他對服裝設計更有興趣，是個自由奔放的男人。

### 貞熙周邊人物
- 金惠玉 飾演 吳琴子：廣在的母親，貞熙的前婆婆
- 崔元洪 飾演 林敏浩／朴敏浩：貞熙的養子，仁珠的親生兒子
- 朴珠雅 飾演 方氏：貞熙的母親

### 仁珠周邊人物
- 洪如真 飾演 芮美善：仁珠的美容室院長
- 鄭雅凜 飾演 崔莉拉：仁珠的美容室助手

### 在赫周邊人物
- 張美子 飾演 黃南淑女士：在赫與勝彪的母親，醫院理事長
- 宋智英 飾演 池盛妍：皮膚科醫師，勝彪的大學同學，在赫的初戀

### 其他人物
- 李慧殷 飾演 李順英：超市員工，貞熙的前輩
- 李珍牙 飾演 張英蘭：超市水產組組長，貞熙的上司
- 金東均 飾演 姜植斗：超市水產組經理，貞熙的同事
- 韓東韓 飾演 全智賢：超市水產組主任，貞熙的同事
- 李漢偉 飾演 白南峰：詐騙份子，對琴子有所意圖
- 李鶴俊：婦產科醫師，盛妍的前夫

## 外部連結
- 韓國SBS官方網站 （页面存档备份，存于） 
- 臺灣緯來官方網站 （页面存档备份，存于） （繁體中文）

## 作品的變遷
| SBS 日日晨間劇                      | SBS 日日晨間劇                        | SBS 日日晨間劇 |
| ----------------------------------- | ------------------------------------- | -------------- |
|                                     | 愛也恨也 （2006.12.4－2007.4.21）     |                |
| 赤腳的愛情 （2006.7.31－2006.12.2） | 相愛的好日子 （2007.4.23－2007.9.29） |                |

| 臺灣 緯來戲劇台 每週一至五21:00－22:00 · 5月23日 21:30 - 22:00 | 臺灣 緯來戲劇台 每週一至五21:00－22:00 · 5月23日 21:30 - 22:00 | 臺灣 緯來戲劇台 每週一至五21:00－22:00 · 5月23日 21:30 - 22:00 |
| -------------------------------------------------------------- | -------------------------------------------------------------- | -------------------------------------------------------------- |
|                                                                | 愛恨一線間 （2008.1.31－2008.5.23）                            |                                                                |
| 歐巴桑向前衝 （2007.9.12－2008.1.30）                          | 媳婦的全盛時代 （2008.5.23－2008.8.25）                        |                                                                |